# A.D Grand-Rivière
A.D Grand-Rivière est une série de bande dessinée créée par Laurent F. Bollée (scénario), Al Coutelis (dessin) et Phil Aymond (couleur), publiée en albums de 2000 à 2003 par Casterman.

## Liste des albums
1. Terre d'élection, janvier 2000,  (ISBN 978-2-203-38933-5)
2. Culture diktat, janvier 2001,  (ISBN 978-2-203-38957-1)
3. Polychrome hexagone, octobre 2001,  (ISBN 978-2-203-38980-9)
4. Bouskachi, février 2003,  (ISBN 978-2-203-39001-0)